# André-Benoît-François-Hyacinthe Le Berthon
André Jacques Benoît François Hyacinthe Le Berthon est un homme politique français né le 7 janvier 1713 à Bordeaux (Gironde) et décédé le 17 avril 1800 à Paris.

## Biographie
Il est le fils d’André-François-Benoît Le Berthon (1683-1762), premier président du Parlement de Bordeaux depuis 1735 et fait chancelier de France par Louis XV en 1751, et d’Elisabeth-Anne de Baratet de Laussac (v. 1622-1759), fille d’un président à la Chambre des Enquêtes à Bordeaux. Jacques-André-Hyacinthe est conseiller-lai en 1732, succède à son grand-père maternel à la présidence de la seconde Chambre des Enquêtes en 1735.

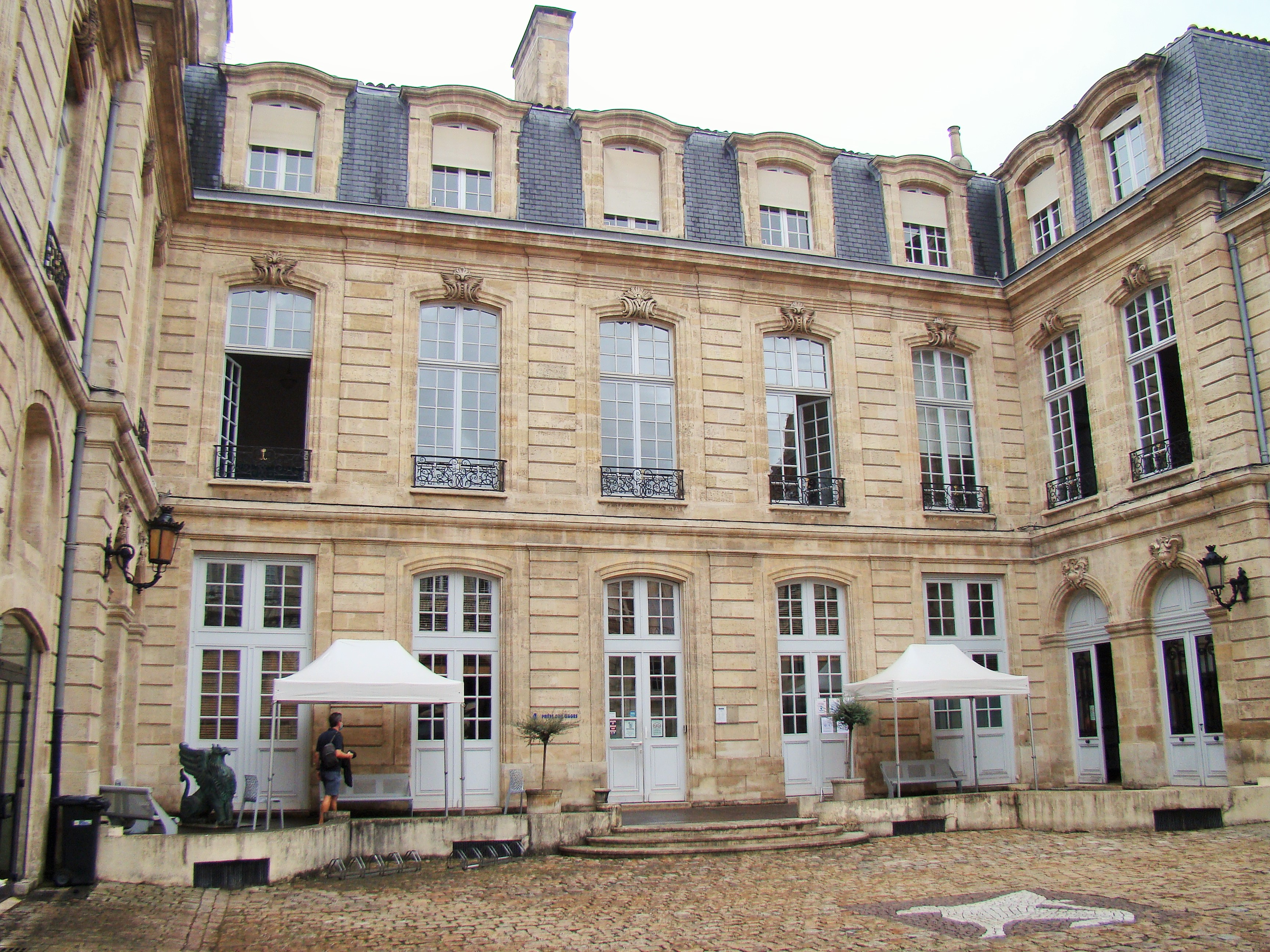
L'hôtel Leberthon, reconstruit en 1747 par André Portier.

A Bordeaux, il réside dans le bel hôtel particulier, reconstruit pour son père en 1747, à la suite d'un incendie.
En 1748, il devient président à mortier et premier-président du Parlement de Bordeaux à la mort de son père en août 1766.
Simon-Antoine Delphin de Lamothe, quant à lui, est reçu avocat au parlement de Bordeaux à 18 ans. Le plaisir de croquer ses collègues du Palais suscite des protestations vives pour amener le premier Président André-Benoît-François-Hyacinthe Le Berthon à intervenir.
Il est reçu à la loge maçonnique bordelaise La Française en 1773 et en fut le vénérable perpétuel dès 1779.
Le premier-président Le Berthon, entouré de l’ensemble des parlementaires bordelais se voit signifier le 4 septembre 1771, par le duc de Richelieu, gouverneur de Guyenne et l’intendant Esmangart, l’édit Maupéou qui supprime pour cause de vénalité toutes les charges parlementaires existantes et érige de nouveaux offices dont les titulaires doivent désormais rendre la justice gratuitement. Une nouvelle cour est constituée de magistrats désignés par le roi, le nombre de ses membres considérablement allégé et chacun perçoit des gages fixes versés par l’Etat. Le président Le Berthon est donc exilé sur ses terres, au château d'Aiguilhe, à Saint-Philippe-d'Aiguille en Gironde. Il retrouve ses fonctions lors du rétablissement des Parlements par Louis XVI à son avènement en 1774. A cette occasion, le premier-président Le Berthon, très populaire et très aimé par les Bordelais, fit, le 28 février 1775, une rentrée solennelle depuis son château de Virelade jusqu’au palais de l’Ombrière, acclamé par la population. Ces magistrats notables et grands propriétaires sont, selon l’expression de l’historien Jean Pierre Poussou « les porte drapeau de la lutte contre l’arbitraire et le despotisme ».
Son fils , André-François-Elisabeth Le Berthon, né en 1741, président à mortier en 1776, et marié en 1779  à Jacquette-Marie-Bibiane de Verthamon (1759-1814) meurt en  1792. Sa fille Claire Le Berthon (1745-1782) se marie en 1779 avec Jean-Baptiste Lynch (1749-1835) mais meurt 3 ans après ce mariage à l’âge de 37 ans.
En août 1787, le Parlement de Bordeaux ayant pris la défense du peuple accablé d’impôts est à nouveau exilé à Libourne. Le roi Louis XVI craignant à nouveau des émeutes accepte de réintégrer le Parlement en août 1788. Treize ans après le premier exil, le premier président est à nouveau acclamé par tous les Bordelais lors d’une mise en scène grandiose.
Il est député de la noblesse aux États généraux de 1789, se montrant ouvert aux réformes.
Après la Constituante, il vendit ses propriétés du Bordelais, et se fixa à Paris, où il mourut.

## Sources
- « André-Benoît-François-Hyacinthe Le Berthon », dans Adolphe Robert et Gaston Cougny, Dictionnaire des parlementaires français, Edgar Bourloton, 1889-1891 [détail de l’édition]